# Celebijoppa nigrocoerulea
Celebijoppa nigrocoerulea là một loài tò vò trong họ Ichneumonidae.